# Willem IJzerdraat
Willem Bernardus IJzerdraat (Amsterdam, 20 augustus 1872 – aldaar, 24 december 1948) was een Nederlands beeldhouwer.

## Leven en werk
Willem of Wim IJzerdraat was een zoon van de tekenaar en lithograaf Willem Bernardus IJzerdraat (1835-1907) en Anna Margaretha Helena Buckmann (1850-1917). IJzerdraat werkte in het atelier van Frans Stracké in Haarlem en volgde aanvankelijk lessen aan de Haarlemse School voor Kunstnijverheid. Van 1889 tot 1892 was hij een leerling van Bart van Hove en Louis Bourgonjon aan de Quellinusschool in Amsterdam. Hij werkte als uitvoerder voor onder anderen Van Hove en Gerrit Veldheer. Van ca. 1895 tot 1896 volgde hij avondlessen bij Eugène Lacomblé aan de Academie van Beeldende Kunsten. Rond 1897-1898 werkte IJzerdraat aan de restauratie van de Dom van Trier en in Düsseldorf, waar hij ook de tekenacademie bezocht, en Keulen. Na zijn terugkeer in Nederland was hij enige tijd medewerker van Rien Hack (ca. 1902-1903) en het atelier Van den Bossche en Crevels (1903).

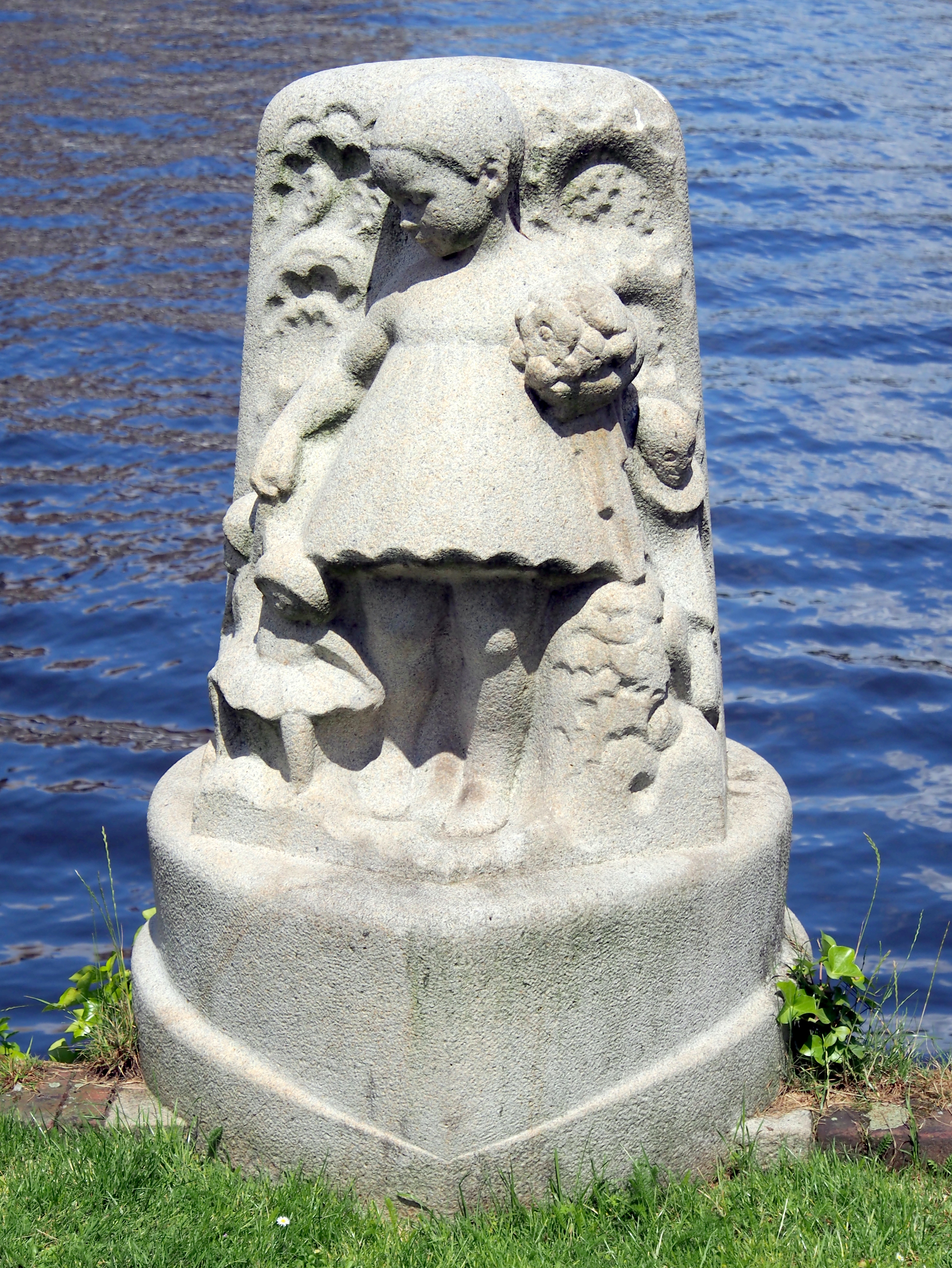
Meisje met poppen, Muzenplein

IJzerdraat deed met architect Rübenkamp in 1914 mee aan de prijsvraag voor een Hildebrandmonument, zij wonnen met hun ontwerp 'Dreef' 300 gulden. De prijs van 1000 gulden ging naar Jan Bronner, die het monument mocht uitvoeren. In 1926 won IJzerdraat een prijsvraag van de NV Javasche Houthandel Maatschappijen voor de bekleding van een schoorsteenboezem in de directiekamer aan de Herengracht in Amsterdam. Anton Fortuin en Willem Valk behaalden een gedeelde tweede plaats. In 1931 was IJzerdraat een van de negen beeldhouwers, naast onder anderen Hubert van Lith, Jan Trapman, Marinus Vreugde, die door de gemeente Amsterdam werden gevraagd een beeldje te maken voor de serie beelden in de Kinderhof aan het Muzenplein in Amsterdam. Hij maakte een meisje met poppen.
IJzerdraat was lid van de Nederlandse Kring van Beeldhouwers, hij exposeerde meerdere malen. De beeldhouwer overleed in 1948, op 76-jarige leeftijd.

## Werken (selectie)
- 1905 beeldhouwwerk aan de gevel van een bakkerij in Beverwijk
- 1907 beeldengroep ter herinnering aan de redders bij de ramp met de Berlin, geschenk voor prins Hendrik
- 1914 ornamenteel beeldhouwwerk, muis met korenaar, Parkweg 40, Nijmegen
- 1914-1915 bouwbeeldhouwwerk voor het gebouw 'Industria', Dam, Amsterdam
- jaren 10 gevelstenen voor steenkolenhandel aan de Baarsjesweg, Amsterdam
- 1916 wapen van Amsterdam voor school aan Christiaan de Wetstraat 21, Amsterdam
- 1925 gevelsteen van Pan en Syrinx voor Eigen Haard, Jan Lievensstraat, Amsterdam
- 1926 twee sluitstenen met een zeemeermin en paard voor poortgebouw Olympiakade/Thesausstraat in het Olympiacomplex, Amsterdam
- 1927 gedenksteen M.C. en C. van Eeghen, Amsterdam Museum[4]
- 1930-1931 kop van wethouder Floor Wibaut aan het Henriëtte Ronnerplein.[5] Het werk raakte in de Tweede Wereldoorlog beschadigd en werd in 1952 vervangen door een ontwerp van Frits Sieger.
- 1931 meisje met poppen voor de Kinderhof aan het Muzenplein, Amsterdam
- 1932 De Geestelijke Ontwikkeling van het Kind en De Geestelijke Ontwikkeling van de Volwassene, twee gevelbeelden voor het Zonnehuis, Amsterdam (de buitenste twee beelden zijn van Marinus Vreugde)
- 1932 marmeren reliëfs van Willem de Zwijger en Marnix van St. Aldegonde voor de Marnix van St. Aldegonde van de Stoomvaart-Maatschappij Nederland
- 1934-1935 entreepartij voor het vakbondsgebouw van de Algemeene Nederlandsche Bond van Arbeiders(sters) in het bakkers-, chocolade-, en suikerbewerkersbedrijf, Herman Heijermansweg 20, Amsterdam
- 1934 stenen beeld boogschutter, collectie Academisch Medisch Centrum
- 1945 Gedenksteen Jan Verleun en Gerard Steen in gevel van de Boomkerk, Admiraal de Ruijterweg, Amsterdam

## Afbeeldingen

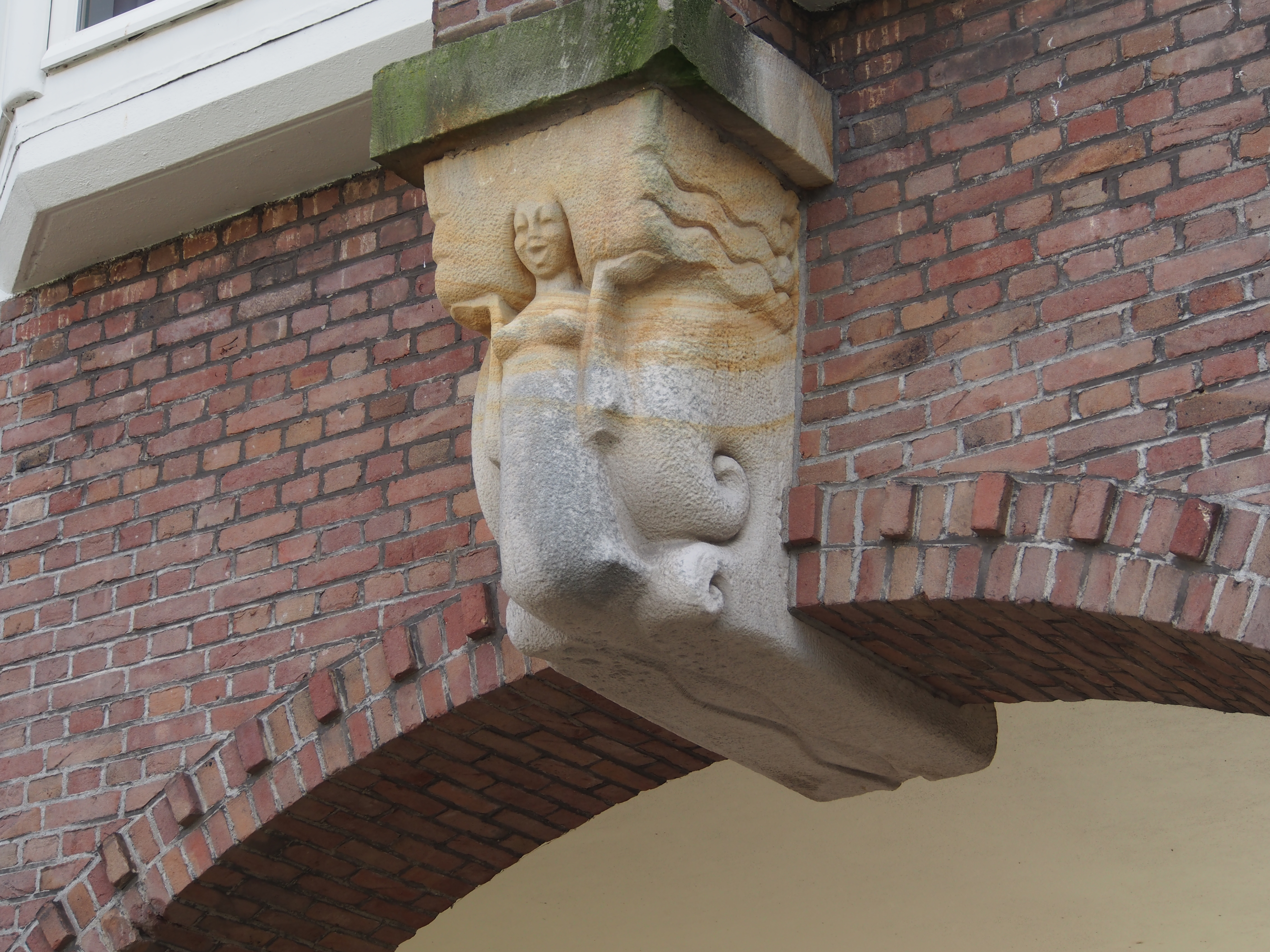
zeemeermin Olympiacomplex
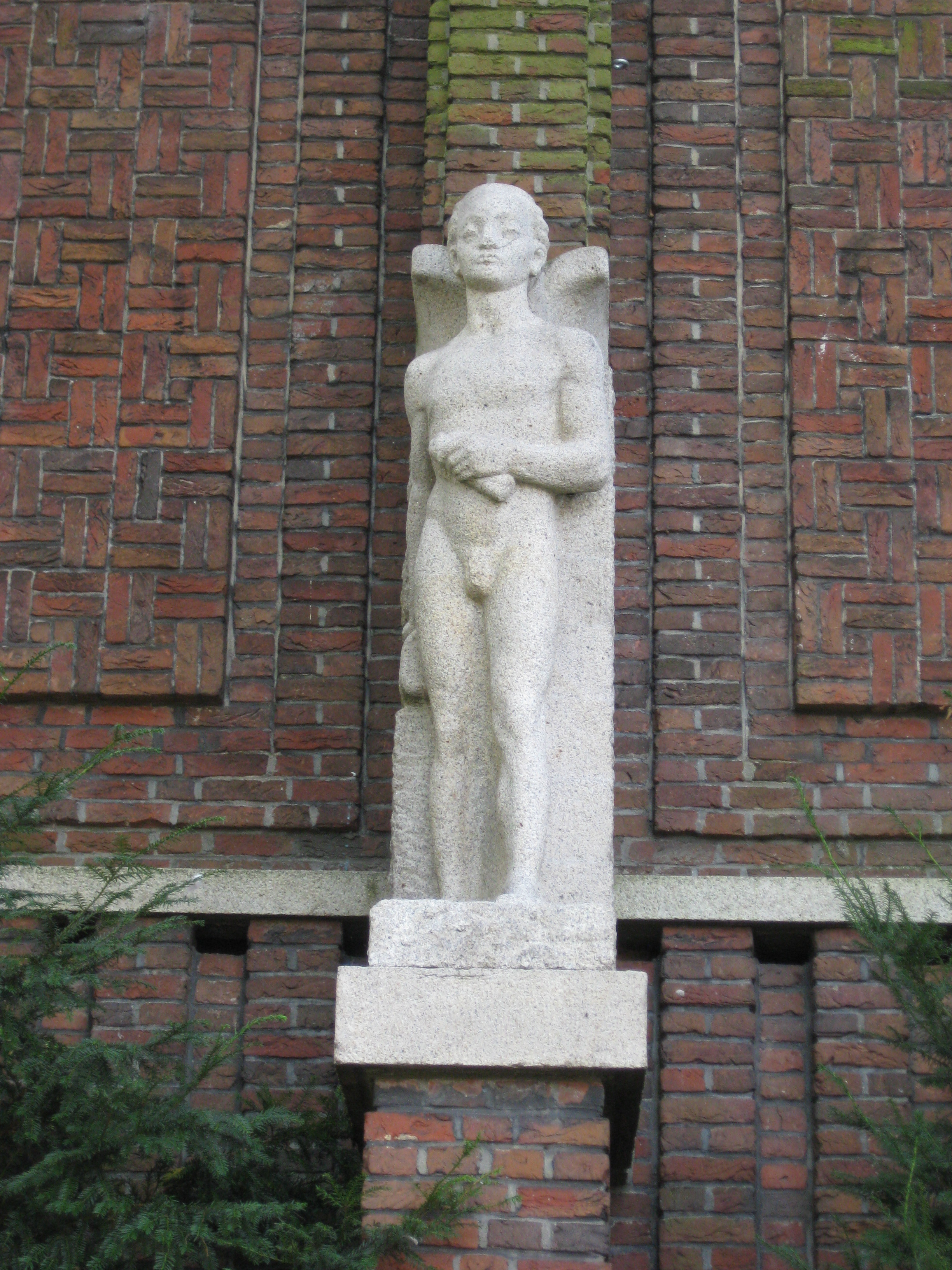
De Geestelijke Ontwikkeling van het Kind
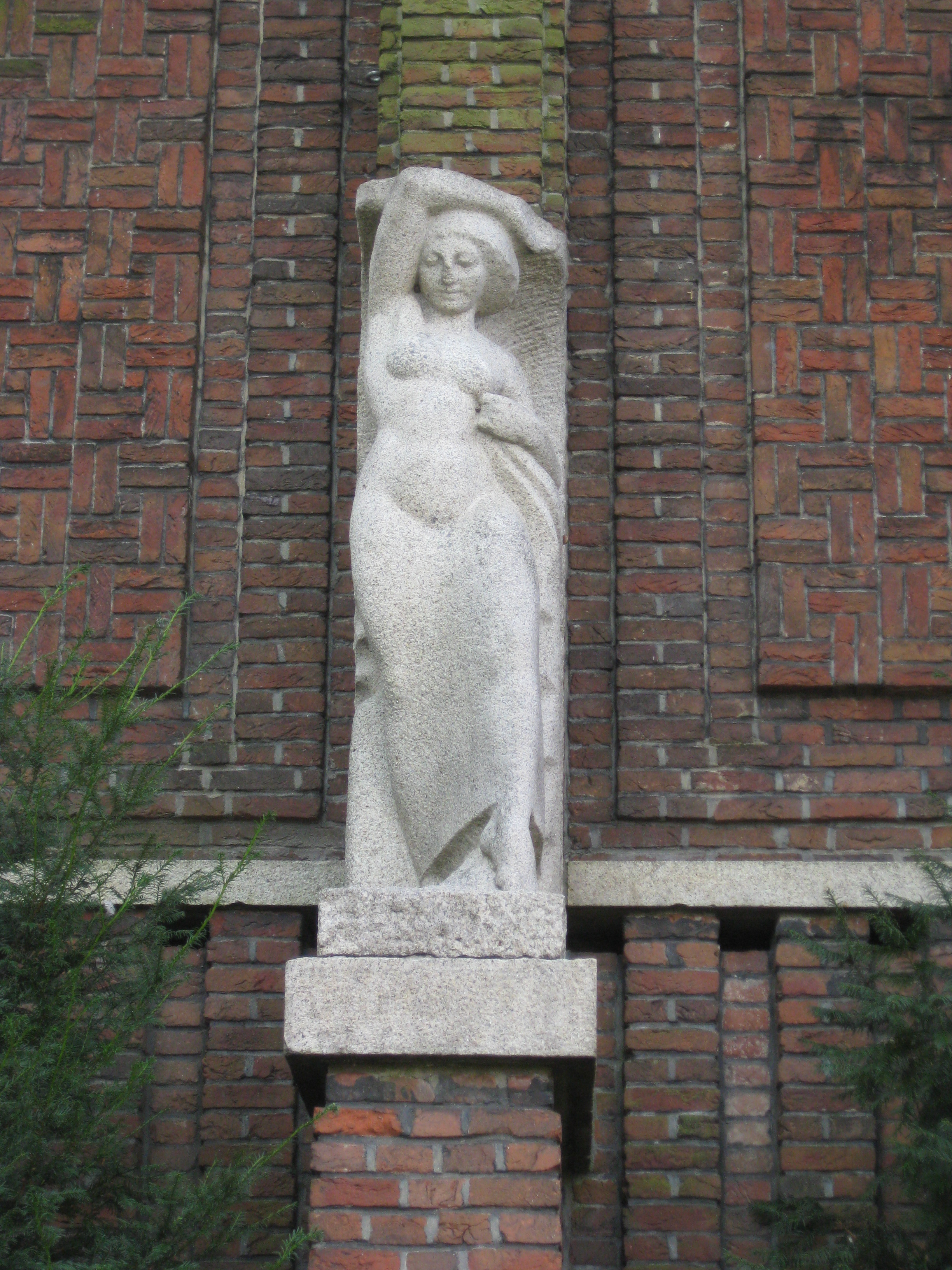
De Geestelijke Ontwikkeling van de Volwassene
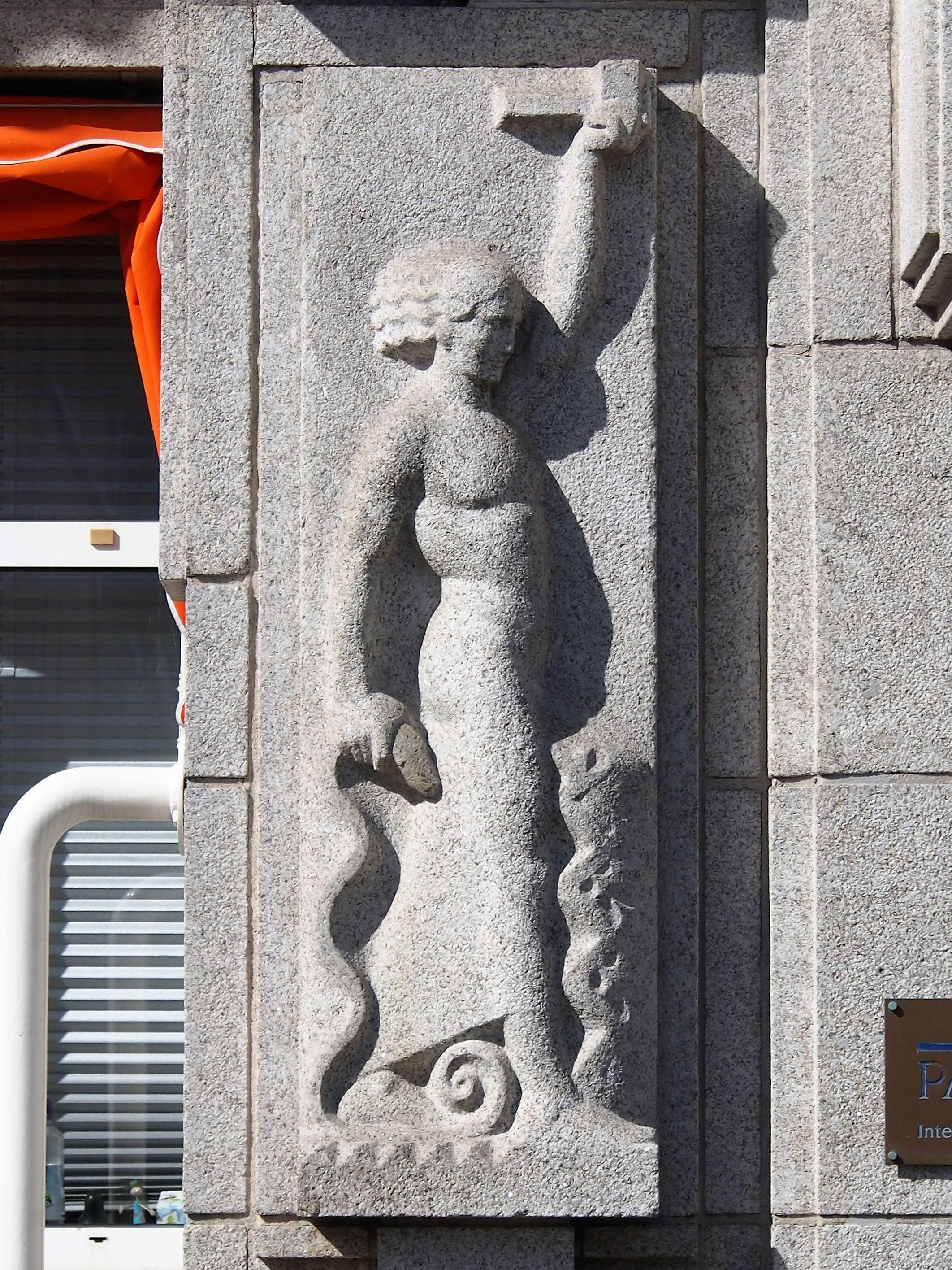
entreepartij gebouw Bakkersvakbond (detail)

- Biografisch Portaal: 24673939
- RKD-Nederlands Instituut voor Kunstgeschiedenis: 94534